# Георги Йовчев (летец)
Георги Любенов Йовчев е български летец, конструктор, математик и кандидат за космонавт.
Георги Йовчев завършва Софийския университет с профил математика. Продължава образованието си в ВНВВУ „Георги Бенковски“. Йовчев специализира аспирантура във Военновъздушна инженерна академия „Жуковский“ в Москва и защитава дисертация на тема „Екстремализация на пусковите моменти при пускане на спирачните парашути на самолетите“. Конструира един от най-успешните парашути, произведени в България – УП-9. Загива на 6 май 1983 година.